# Old Spitalfields Market

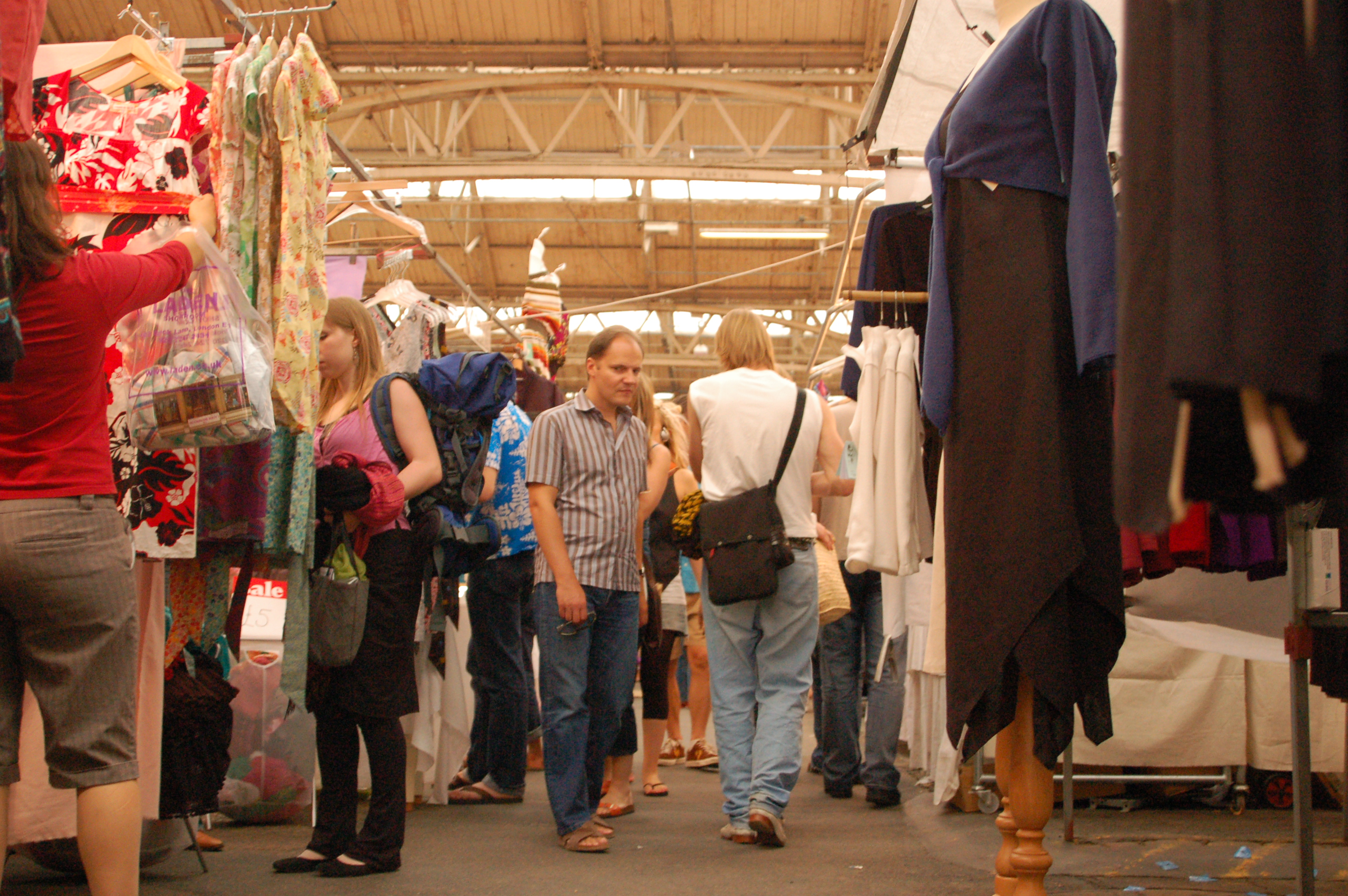
Old Spitalfields Market.

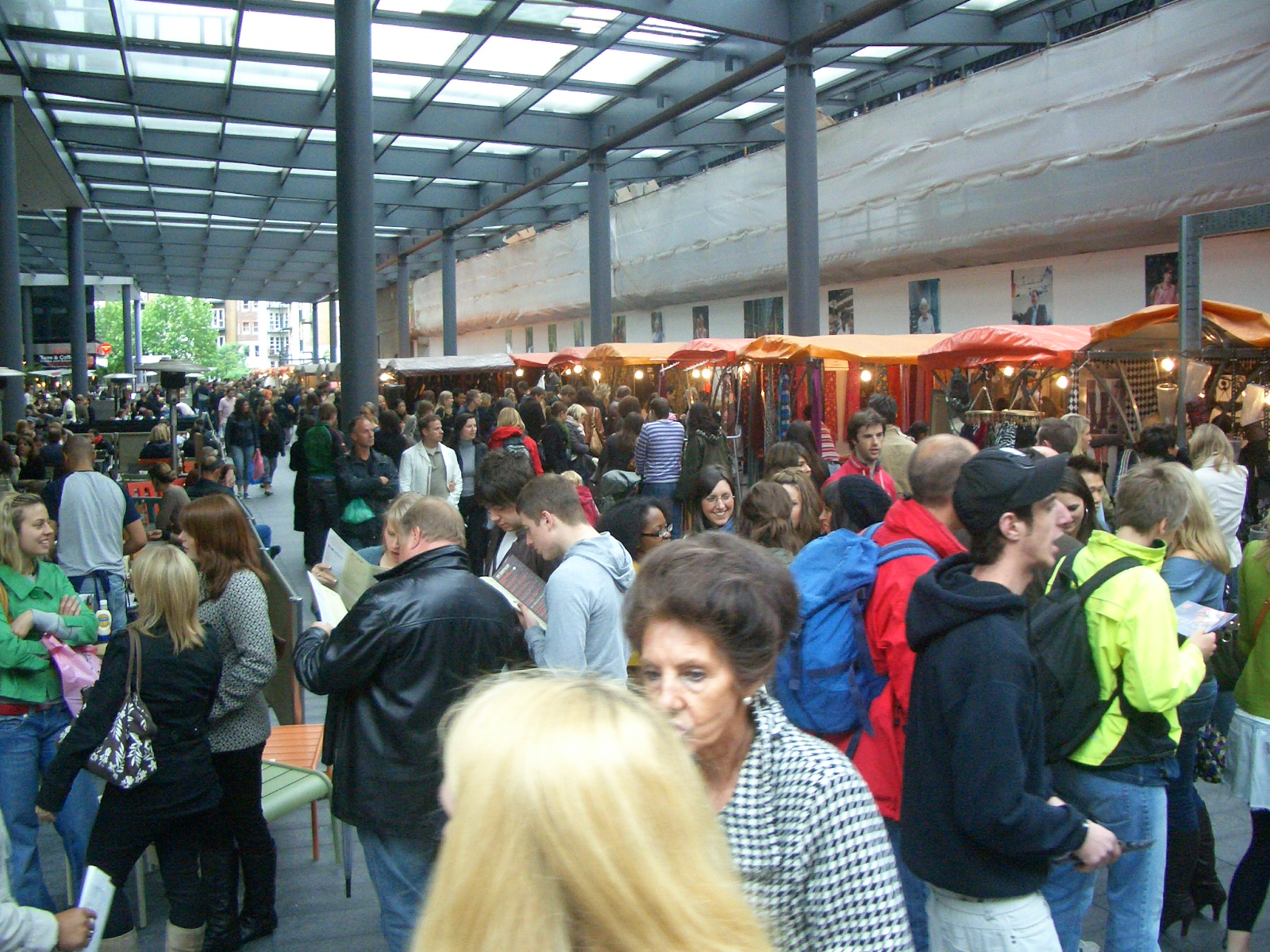
Traders Market.

Old Spitalfields Market est un marché couvert à Spitalfields, juste en dehors de la Cité de Londres. Il se trouve dans le district londonien de Tower Hamlets.

## Marché historique
Un marché existe dans ce quartier depuis 1638 lorsque Charles Ier d'Angleterre a octroyé une licence pour la vente de la chair, de la volaille et des racines sur Spittle Fields, qui était alors une zone rurale à la périphérie est de Londres. Le droit d'organiser un marché est devenu caduc à ce qu'il paraît pendant le temps de la Commonwealth d'Angleterre. Le marché a été refondé en 1682 par Charles II d'Angleterre afin de nourrir la population croissante d'une nouvelle banlieue de Londres. Les bâtiments actuels ont été construits en 1887 pour desservir un marché de gros, appartenant à la Corporation de la Cité de Londres. Spitalfields Market a été étendu vers l'ouest jusqu'à  Steward Street en 1926.
Le marché de gros de fruits et légumes a déménagé à New Spitalfields Market à Leyton en 1991.

## Marché moderne
Les bâtiments de l'époque victorienne ainsi que le marché couvert et le toit ont été restaurés et Old Spitalfields Market est aujourd'hui l'un des meilleurs marchés de Londres. La place du marché d'Old Spitalfields Market est un marché populaire de la mode, de nourriture, du vintage et d'articles généraux, ouvert sept jours par semaine, mais il est particulièrement animé le dimanche.
Vers la fin du XXe siècle, il y a eu un différend entre le propriétaire du marché, la Corporation de la Cité de Londres, et les habitants de Spitalfields sur le réaménagement de l'extension de 1926 à l'extrémité ouest. La corporation a gagné, et désormais un immeuble à bureaux conçu par  Norman Foster entoure l'extrémité ouest du site. Après la reconstruction des deux tiers du marché, celui-ci englobe des restaurants, des boutiques et un grand marché couvert artisanal primé, appelé le Traders Market.
The Gun, un  pub situé au sud des bâtiments du marché, rappelle l'ère  Tudor, époque à laquelle l'Honourable Artillery Company utilisait le polygone d'artillerie dans ce quartier pour la pratique du tir à l'arbalète, et plus tard au fusil et aux pièces d'artillerie.
À l'extrémité est et de l'autre côté de Commercial Street se trouve Christ Church Spitalfields, une grande église conçue par Nicholas Hawksmoor.